# 895 Helio
Helio (asteróide 895) é um asteróide da cintura principal com um diâmetro de 141,9 quilómetros, a 2,7290918 UA. Possui uma excentricidade de 0,1476543 e um período orbital de 2 092,67 dias (5,73 anos).
Helio tem uma velocidade orbital média de 16,64529766 km/s e uma inclinação de 26,06221º.
Esse asteróide foi descoberto em 11 de Julho de 1918 por Max Wolf.
Este asteroide recebeu este nome em homenagem ao deus Hélio da mitologia grega.